# Merritt C. Mechem

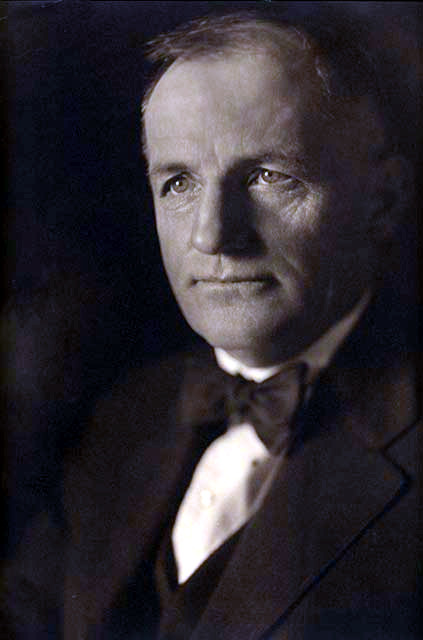
Merrit C. Mechem (1921)

Merritt Cramer Mechem (* 10. Oktober 1870 in Ottawa, Franklin County, Kansas; † 24. Mai 1946 in Albuquerque, New Mexico) war ein US-amerikanischer Politiker und von 1921 bis 1923 der fünfte  Gouverneur des Bundesstaates New Mexico.

## Frühe Jahre
Merritt Mechem besuchte nach der Grundschule die Ottawa University und studierte später an der University of Kansas Jura. Im Jahr 1893 wurde er als Anwalt zugelassen. Anschließend arbeitete er zehn Jahre in Fort Smith (Arkansas) in diesem Beruf. Im Jahr 1903 verlegte er seine Praxis nach Tucumcari im New-Mexico-Territorium.

## Öffentliche Ämter
Zwischen 1905 und 1909 war Mechem Bezirksstaatsanwalt im Quay County und im Guadalupe County. Anschließend war er von 1909 bis 1911 Mitglied des territorialen Regierungsrates. Ebenfalls im Jahr 1909 wurde er von Präsident William Howard Taft zum Richter am Obersten Gerichtshof (Supreme Court) des New-Mexico-Territoriums ernannt. Diese Position behielt er bis 1911. Danach war er bis 1920 Richter am Siebten Bezirksgericht in Socorro. Im Jahr 1920 wurde er als Kandidat der Republikanischen Partei mit 51:48 Prozent der Stimmen gegen den Demokraten Richard H. Hanna zum Gouverneur seines Staates gewählt.
Mechem trat sein Amt am 1. Januar 1921 an. In seiner zweijährigen Amtszeit wurden die ersten Frauen in Regierungskommissionen berufen und das Frauenwahlrecht, der 19. Verfassungszusatz, wurde in New Mexico ratifiziert. Ansonsten verlief seine Amtszeit ohne besondere Ereignisse. Gouverneur Mechem verzichtete im Jahr 1922 auf eine erneute Kandidatur und schied daher am 1. Januar 1923 aus seinem Amt aus.

## Weiterer Lebenslauf
Nach seiner Gouverneurszeit war er bis zu seinem Tod als Anwalt in Albuquerque tätig. Zwischenzeitlich war er für eine Amtszeit Präsident der Anwaltskammer von New Mexico. Gouverneur Mechem starb im Mai 1946. Er war mit Eleanor Francis O’Heir verheiratet. Sein Neffe Edwin L. Mechem war zwischen 1951 und 1963 mehrfach Gouverneur von New Mexico.